# The Last Time I Saw Paris (Lied)
The Last Time I Saw Paris ist eine Komposition von Oscar Hammerstein II und Jerome Kern von 1941.
Das Lied wurde für den Film Lady Be Good (1941) geschrieben und 1942 mit einem Oscar in der Kategorie „Bester Song“ ausgezeichnet. Die Komposition wurde dann noch einmal zum Inhalt eines Films desselben Titels aus dem Jahr 1954, der auf der Novelle von F. Scott Fitzgerald mit dem Titel Babylon Revisited beruht. Die Hauptrollen waren mit Elizabeth Taylor und dem jungen Van Johnson besetzt. Der Song durchzieht als Titelmelodie und motivisch den gesamten Film.
Zu einem Jazz-Standard wurde The Last Time I Saw Paris durch die Version von Sonny Rollins auf seinem Album The Sound Of Sonny von 1957.